# بيتر تومسون (سياسي)
بيتر تومسون (بالإنجليزية: Peter Thomson) هو دبلوماسي وسياسي فيجي، ولد في 1948 في سوفا في فيجي.